# Erich Chemnitz
Erich Chemnitz (Lipcse, 1891. január 29. – 1981.) német nemzetközi labdarúgó-játékvezető. Polgári foglalkozása újságíró.

## Pályafutása

### Nemzetközi játékvezetés
Nemzeti játékvezetőként tevékenykedett, az első világháborúban súlyosan megsérül. A hadi mérkőzéssel a sebesültek javára végeztek gyűjtést.
A Német labdarúgó-szövetség Játékvezető Bizottsága (JB) 1917-ben terjesztette fel nemzetközi játékvezetőnek, a Nemzetközi Labdarúgó-szövetség (FIFA) bíróinak keretébe. Több nemzetek közötti válogatott és klubmérkőzést vezetett. Az aktív nemzetközi játékvezetéstől 1917-ben búcsúzott.

## Sportvezetőként
Az I. világháború után a VfB Leipzig menedzsere lett. A második világháború után NDK állampolgár lett, ahol sportvezetői és újságírói tevékenységét korlátozottan végezhette.

## Magyar vonatkozás
| Időpont           | Helyszín                    | Mérkőzés típusa         | Mérkőzés              | Eredmény | Nézők száma |
| ----------------- | --------------------------- | ----------------------- | --------------------- | -------- | ----------- |
| 1967. október 28. | Üllői úti Stadion, Budapest | 65. válogatott mérkőzés | Magyarország–Ausztria | 2 : 1    | 20 000      |

## Külső hivatkozások
- Erich Chemnitz. World Referee. [2016. március 4-i dátummal az eredetiből archiválva]. (Hozzáférés: 2012. április 27.)
- Erich Chemnitz. footballzz.com. (Hozzáférés: 2012. április 27.)
- Erich Chemnitz. eu-football.info. (Hozzáférés: 2012. április 27.)
- Erich Chemnitz. iffhs.de. (Hozzáférés: 2012. április 27.)